# Lijst van rijksmonumenten in Landgraaf (gemeente)
De gemeente Landgraaf telt 177 inschrijvingen in het rijksmonumentenregister. Hieronder een overzicht.

## Landgraaf (overige plaatsen)
De plaatsen Schaesberg, Nieuwenhagen, Waubach en Abdissenbosch tellen 168 inschrijvingen in het rijksmonumentenregister. Zie Lijst van rijksmonumenten in Landgraaf (plaats) voor een overzicht.

## Rimburg
De plaats Rimburg telt 9 inschrijvingen in het rijksmonumentenregister.
| Object                                            | Oorspronkelijke functie? | Bouwjaar            | Architect | Locatie                    | Coördinaten?                 | Nr.?   | Afbeelding                                        |
| ------------------------------------------------- | ------------------------ | ------------------- | --------- | -------------------------- | ---------------------------- | ------ | ------------------------------------------------- |
| Kerk van de H. Drievuldigheid                     | Kerk en kerkonderdeel    | 1726                |           | Brugstraat 1               | 50° 54' 57" NB, 6° 5' 16" OL | 23855  | Meer afbeeldingen                                 |
| Hoeve van baksteen                                | Boerderij                | 1718 (ankerjaartal) |           | Rinckberg 27               | 50° 54' 58" NB, 6° 5' 6" OL  | 23857  | Hoeve van baksteen                                |
| Hoeve van baksteen                                | Boerderij                |                     |           | Rinckberg 29               | 50° 54' 57" NB, 6° 5' 5" OL  | 23858  | Meer afbeeldingen                                 |
| Hoeve met binnenplaats                            | Boerderij                | 1763                |           | Rinckberg 22               | 50° 54' 58" NB, 6° 5' 5" OL  | 23859  | Meer afbeeldingen                                 |
| Hoeve De Kruisstraat                              | Boerderij                | 1822,1838           |           | Palenbergerweg 1           | 50° 55' 1" NB, 6° 5' 13" OL  | 23860  | Meer afbeeldingen                                 |
| Woonhuis in chaletstijl                           | Woonhuis                 | 1881                |           | Broekhuizenstraat 107      | 50° 54' 54" NB, 6° 4' 59" OL | 521661 | Woonhuis in chaletstijl                           |
| Watertoren Rimburg met reinwaterkelder            | Nutsbedrijf              | 1925-1926           |           | Rimburgerweg tegenover 210 | 50° 54' 22" NB, 6° 4' 23" OL | 521662 | Meer afbeeldingen                                 |
| Waterpompstation Rimburg                          | Nutsbedrijf              | 1926                |           | Kapelweien 2A              | 50° 54' 51" NB, 6° 5' 7" OL  | 521669 | Waterpompstation Rimburg                          |
| Voormalige H.Hartschool in traditionele bouwstijl | Onderwijs en wetenschap  | 1922                |           | Palenbergerweg 5           | 50° 55' 2" NB, 6° 5' 17" OL  | 521670 | Voormalige H.Hartschool in traditionele bouwstijl |

Beek ·
Beekdaelen ·
Beesel ·
Bergen ·
Brunssum ·
Echt-Susteren ·
Eijsden-Margraten ·
Gennep ·
Gulpen-Wittem ·
Heerlen ·
Horst aan de Maas ·
Kerkrade ·
Landgraaf ·
Leudal ·
Maasgouw ·
Maastricht ·
Meerssen ·
Mook en Middelaar ·
Nederweert ·
Peel en Maas ·
Roerdalen ·
Roermond ·
Simpelveld ·
Sittard-Geleen ·
Stein ·
Vaals ·
Valkenburg aan de Geul ·
Venlo ·
Venray ·
Voerendaal ·
Weert